# Tvitjuvan
Tvitjuvan är en sjö i Uddevalla kommun i Bohuslän och ingår i Bäveåns huvudavrinningsområde. Sjön är 8 meter djup, har en yta på 0,081 kvadratkilometer och befinner sig 135,4 meter över havet. Sjön avvattnas av vattendraget Bäveån.

## Delavrinningsområde
Tvitjuvan ingår i det delavrinningsområde (648343-127947) som SMHI kallar för Mynnar i Bäveån. Medelhöjden är 106 meter över havet och ytan är 55,34 kvadratkilometer. Det finns inga avrinningsområden uppströms utan avrinningsområdet är högsta punkten. Bäveån som avvattnar avrinningsområdet har biflödesordning 2, vilket innebär att vattnet flödar genom totalt 2 vattendrag innan det når havet efter 13 kilometer. Avrinningsområdet består mestadels av skog (64 %), öppen mark (17 %) och jordbruk (11 %). Avrinningsområdet har 0,7 kvadratkilometer vattenytor vilket ger det en sjöprocent på 1,3 %. Bebyggelsen i området täcker en yta av 0,45 kvadratkilometer eller 1 % av avrinningsområdet.